# Estación Castilla (San Martín)
Castilla es una estación ferroviaria ubicada en la localidad del mismo nombre, partido de Chacabuco, Provincia de Buenos Aires, Argentina.

## Servicios
Por sus vías corre diariamente el servicio Retiro-Junín de la empresa estatal Trenes Argentinos Operaciones.
Por sus vías también corren trenes de carga de la empresa estatal Trenes Argentinos Cargas.

## Historia
Fue inaugurada por el Ferrocarril Buenos Aires al Pacífico, en el ramal Retiro-Junín.